# Per-Arne Ringh
Per-Arne Ringh, född den 24 maj 1931 i Kisa församling i Östergötlands län, död 5 juni 2018 i Linköping i Östergötlands län, var en svensk militär.

## Biografi
Ringh avlade studentexamen 1953 vid Försvarets läroverk i Uppsala. Han avlade officersexamen vid Kungliga Krigsskolan 1954, blev fänrik vid Livgrenadjärregementet samma år samt befordrades till löjtnant 1956 och kapten 1964. Åren 1951–1954 utbildades han vid Krigsskolan i Karlbergs slott. År 1970 befordrades han till major och var lärare vid Militärhögskolan 1970–1972. Han befordrades till överstelöjtnant 1972 och tjänstgjorde 1972–1973 vid Försvarsdepartementet för att 1973–1975 vara chef för Planeringsavdelningen vid Arméstaben och 1975–1977 bataljonschef och utbildningschef vid Hälsinge regemente. År 1977 befordrades han till överste och var sektionschef vid Arméstaben 1977–1982, befordrad till överste av första graden 1979. Åren 1982–1987 var han chef för Livgrenadjärregementet tillika befälhavare för Östergötlands försvarsområde, varpå han 1987–1991 var försvarsattaché vid ambassaden i Washington. Slutligen var han slottsfogde vid Gripsholms slott och Strömsholms slott 1991–1999.
Per-Arne Ringh invaldes 1979 som ledamot av Kungliga Krigsvetenskapsakademien. År 2000 erhöll han H.M. Konungens medalj i 8:e storleken med Serafimerordens band. Han är begravd på Kisa kyrkogård.

## Utmärkelser
- Riddare av Svärdsorden, 1972.[4]
- Legion of Merit (1992)[5]